# Barbarijse zeerovers

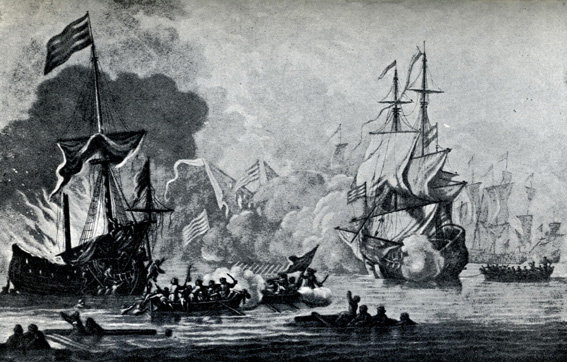
Gevecht tussen het Britse fregat HMS Mary Rose en zeven Maghrebijnse piraatschepen in 1669

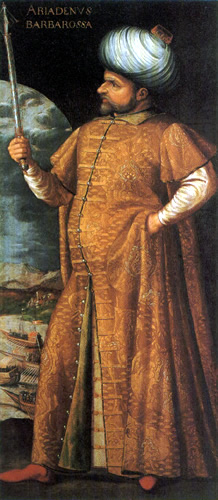
Khair ad-Din Barbarossa

De Barbarijse zeerovers waren Berberse Noord-Afrikaanse zeerovers die vooral in de zeventiende eeuw bekend stonden als de schrik van de Middellandse Zee. Ze opereerden vanuit Tripoli, Tunis en Algiers en vanuit havens in Marokko zoals Salé (Rabat). Doelwit waren onder andere rijke koopvaardijschepen die op de Middellandse Zee en op de Atlantische route naar Azië voeren. Hoewel de term 'zeerovers' voor de bedrijvers van deze activiteiten gangbaar is, zou de term 'kapers' meer op zijn plaats zijn. Het verschil is dat kapers, anders dan zeerovers, handelden met toestemming - zo niet in opdracht - van de overheid in hun land van herkomst. Deze kapers waren al actief ten tijde van de kruistochten en hun acties werden pas effectief gestopt in de eerste helft van de negentiende eeuw.
In de middeleeuwen waren moslimschepen op de Middellandse Zee het rijkst beladen en het vaakst slachtoffer. De christelijke Maltezer kapers waren tot ver in de 18e eeuw de tegenvoeters van de Barbarijse zeerovers en handelden in moslimslaven.

## Barbarije
Het woord Barbary of Barbarijn stamt af van het aanduiding 'barbaar' die een Grieks-Romeinse oorsprong heeft. Het kwam weer in gebruik nadat vanaf de 16de de Middellandse Zee constant geplaagd werd door moslimpiraten en kapers. De christelijke Europese machthebbers waren geneigd moslims te zien als ver van de beschaving staand en noemden de kuststreek vanwaar de kapers opereerden daarom 'Barbarije'.
De Ottomaanse Turken, die vanaf de 16e eeuw voet aan grond kregen in de Maghreb (behalve Marokko), gebruikten de Barbarijse kusten als uitvalsbasis voor hun roofactiviteiten. Naast de materiële buit van overvallen op schepen en kustdorpen was een belangrijk doel van de piraten om slaven te verkrijgen. Vooral kustplaatsen in Spanje, Italië, Zuid-Frankrijk en op de eilanden in de Middellandse zee werden hiervoor gedurende eeuwen overvallen door de zeerovers. De schepen van de Ottomaanse zeerovers waren vaak galeien met slaven of gevangenen aan de roeiriemen.

## Vrijbuiters
Soms ging het om echte kapers die dus legale activiteiten ontplooiden tegen vijandelijke schepen, soms om gewone zeerovers die om het even welk schip prijs poogden te maken, zelfs schepen van de eigen natie. Het onderscheid was niet altijd even duidelijk. Westerse landen probeerden de activiteit van de kapers af te kopen. In veel landen bestonden ook slavenkassen om christelijke krijgsgevangenen weer vrij te kopen. Het tegenovergestelde van een kaper was een vrijbuiter: die verkocht zijn "buit" op de vrije markten.
De bekendste zeerover was Khair ad Din, bijgenaamd "Barbarossa" (Roodbaard). Hij was van Turkse afkomst. Nadat hij meegeholpen had om Algiers te verdedigen tegen de Spanjaarden doodde hij de heerser, maakte van de stad een "vrijbuitersnest" en regeerde er als een regent voor de Ottomaanse sultan.
In 1623 bestond de vloot van de Algerijnse zeerovers uit 3 galeien, 75 linieschepen en 100 kleinere vaartuigen. Tussen 1617 en 1625 veroverden zij 206 Nederlandse schepen.

## Europeanen en Barbarije

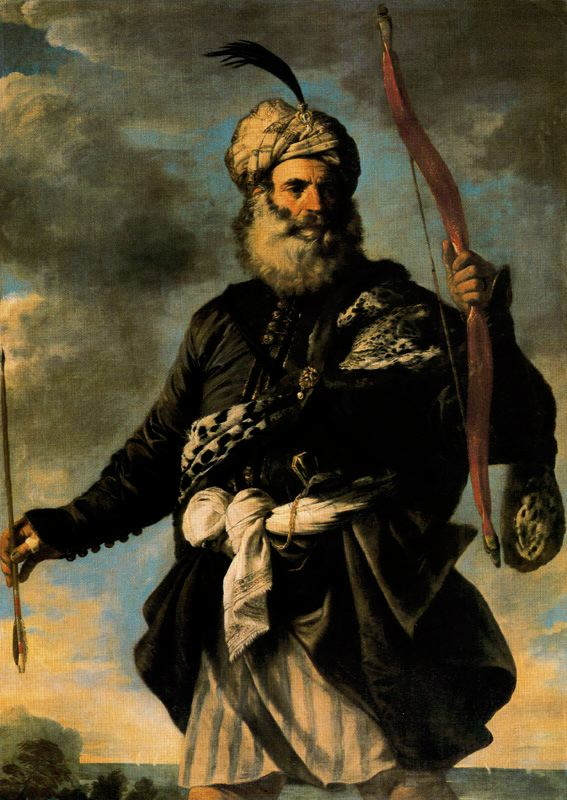
Een Barbarijse piraat.
(Pier Francesco Mola, 1650)

Tot aan het midden van de 16e eeuw waren de meeste piraten van islamitische origine. Na die tijd versterkten steeds meer Europeanen hun gelederen. Dit waren vaak renegaten, fortuinzoekers die zich vestigden aan de Barbarijse kust en overgingen tot het islamitische geloof. Een belangrijk gevolg was dat de Barbarijse zeerovers van deze Europeanen leerden hoe met oceaanvaardige zeilschepen om te gaan. Voorheen gebruikten ze meestal galeien met roeiers, goed genoeg voor op de Middellandse zee en voor de kustvaart van de oceaan maar niet erg geschikt om op de Atlantische oceaan te gebruiken. Toen ze de kneepjes van de oceaanvaart geleerd hadden breidde de zeeroverij vanaf de Barbarijse kust zich uit over de hele Atlantische Oceaan. Tientallen van deze piraten waren Nederlanders. Drie bekende voorbeelden zijn: Suleyman Reis "De Veenboer", die in 1617 admiraal van de Algerijnse kapersvloot werd, en zijn rechterhand Murad Reis, geboren Jan Janszoon van Haarlem. Beiden werkten voor de beruchte zeerover "Simon de Danser", die een paleis bezat. Ook Claes Compaen was een zeerover die in Marokko kwam. Tijdens de Tachtigjarige Oorlog ging de Republiek der Zeven Verenigde Nederlanden bondgenootschappen aan met Barbarijse zeerovers om afbreuk te doen aan Spanje en Portugal, beide koninkrijken onder Habsburgs bewind.
Maarten Harpertszoon Tromp was twee keer slachtoffer van de zeerovers: in 1609 als elfjarige was hij gevangene in Salé en in 1621 was hij een jaar gevangene van de Bey van Tunis.
Viceadmiraal Michiel de Ruyter voerde tussen 1661 en 1663 acties uit speciaal gericht tegen de Barbarijse zeerovers en dwong uiteindelijk een verdrag af. Dit soort verdragen werd echter meestal snel weer geschonden.
In verschillende Europese landen werden slavenkassen opgericht om gevangen genomen slaven vrij te kunnen kopen. De slavenkas van Zierikzee (opgericht in 1735) bestaat heden ten dage nog altijd en vervult een gewijzigde sociale functie.

## Slaven
Ook op Ierse (plundering van Baltimore), Engelse en Nederlandse kusten kwam het voor dat mensen als slaaf werden meegenomen, zoals de Bruggeling Aranda in Bretoense wateren. De strooptochten reikten echter nog verder, van IJsland in het noorden (Turkse ontvoeringen) tot de gehele Afrikaanse westkust. Zelfs stak men de Atlantische oceaan over voor tochten naar Amerika. Behalve koopvaardijschepen waren ook Europese koloniën daar een prooi voor de zeerovers. Op de eilanden van de Caraïbische zee en aan de Noord- en Zuid-Amerikaanse kusten werd soms ook, net als gebruikelijk in de Middellandse Zee, een afgelegen dorp omsingeld en de bevolking gevangengenomen en tot slaaf gemaakt. Spanje reageerde door in de 16e eeuw de steden Oran (stad in Algerije) (1509), Algiers en Tunis aan te vallen en te veroveren.
De mensen, vaak christenen, die bij deze acties gevangen werden genomen verkochten de zeerovers op Noord-Afrikaanse slavenmarkten. Ook westerse zeerovers verkochten hun gevangenen vaak in de islamitische havens. Hoewel de Barbarijse slaven in de moderne slavernijdiscussie onderbelicht zijn gebleven, ging het niet om een marginaal verschijnsel. Hun aantal door de eeuwen heen wordt soms op 1 à 1,25 miljoen geschat. Deze cijfers hebben uitsluitend betrekking op de gebieden rond Algiers, Tunis en Tripoli, de cijfers voor Marokko en Egypte moeten er nog bij worden opgeteld.
Omgekeerd werden ook moslimschepen door christelijke kapers veroverd en werden gevangengenomen moslims tot slaaf gemaakt.

## Bestrijding en einde van de Barbarijse zeerovers

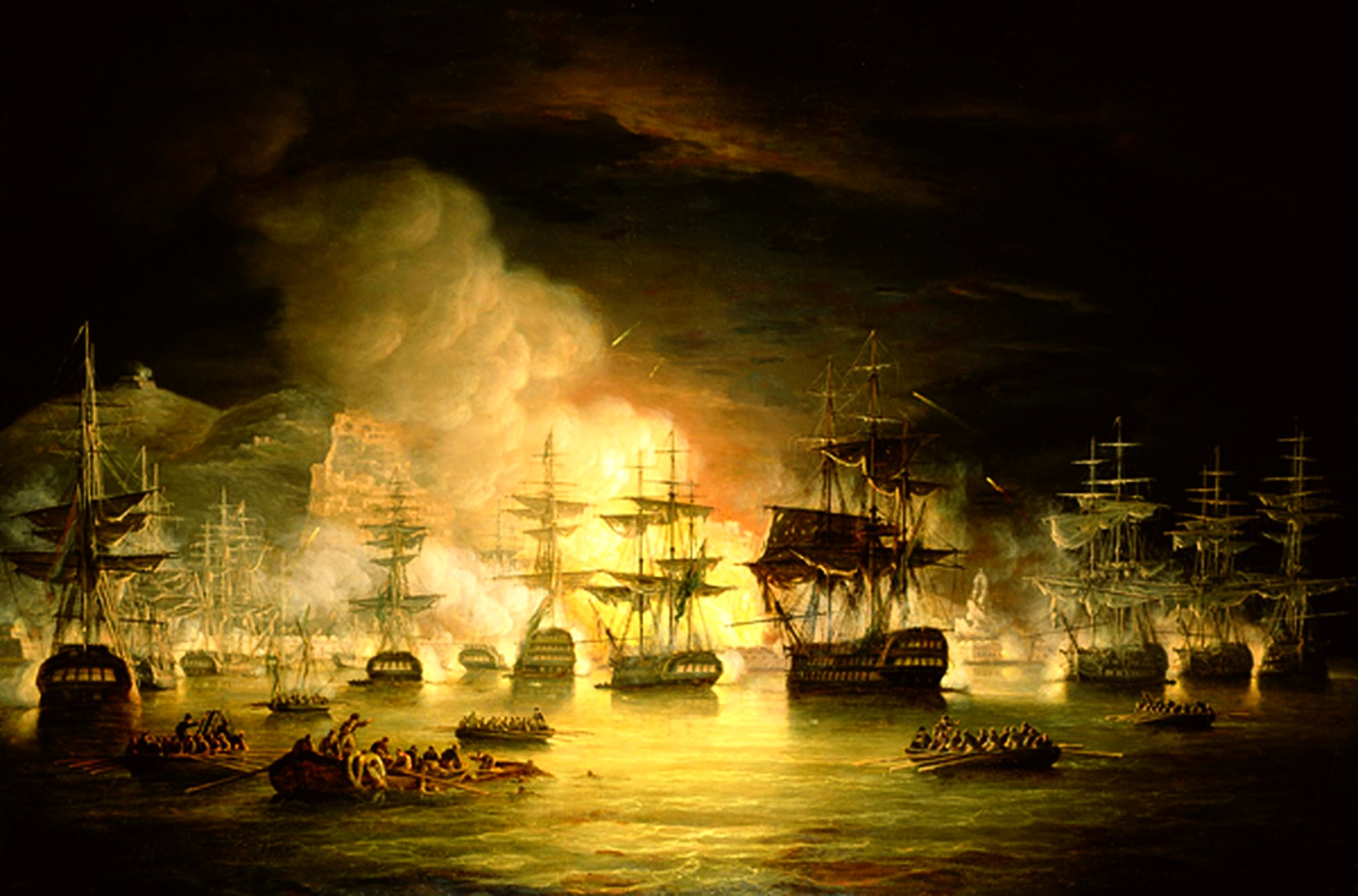
Het bombardement op Algiers in 1816. (Thomas Luny)

De aanvallen op West-Europa gingen nog jaren door: de hele 17e en 18e eeuw waren Engelse, Nederlandse, Spaanse en Franse eskaders actief om het gevaar te bedwingen. Maar de piraten wisten handig gebruik te maken van de onderlinge rivaliteit van de westerse zeevaartnaties en wisten van het ene land bescherming en afkoopgeld te krijgen terwijl ze andere rustig konden overvallen. Geleidelijk aan werden echter steeds meer piratenschepen door Europese oorlogsschepen tot zinken gebracht en hun havens gebombardeerd. Vaak herstelden deze de schade weer en hervatten hun 'beroep'. Maar door de steeds frequentere marine-acties werden de zeerovers toch minder brutaal en verminderde het aantal Barbarijse overvallen geleidelijk aan. De net onafhankelijke Verenigde Staten voerden begin negentiende eeuw de Eerste en Tweede Barbarijse Oorlog tegen de piraten, en na de napoleontische oorlogen werd er definitief een einde gemaakt aan de activiteiten van de Barbarijse zeerovers. De laatste landoverval van de piraten in Europa was op 15 oktober 1815 op het eiland Sant'Antioco bij de zuidkust van Sardinië, waar 160 inwoners werden meegenomen als slaaf. Door de besluiten van het Congres van Wenen had Groot-Brittannië er veel onderdanen bij gekregen in het Middellandse Zee gebied waardoor ze er veel belang bij had om de piraterij definitief de kop in te drukken. De Britse Royal Navy, bijgestaan door zes Nederlandse schepen, bombardeerde in 1816 Algiers. De haven van Algiers, dat een van de laatste grote piratennesten was, en de daarin aanwezige vloot van piratenschepen werd daarbij vernietigd. Kort daarna, in 1830, werd het gebied door Frankrijk bezet zodat de piraten geen kans meer hadden om hun praktijken te hervatten.

## Barbarijse zeerovers in de literatuur
Barbarijse zeerovers spelen een rol in talloze beroemde romans, waaronder Robinson Crusoe door Daniel Defoe, De graaf van Monte-Cristo van Alexandre Dumas, De scheepsjongens van Bontekoe van Johan Fabricius, Paddeltje van Johan H. Been.
Miguel de Cervantes was ooit gevangene in het bagno van Algiers en beschreef die ervaring in enkele van zijn boeken, waaronder Don Quichote.
Deel 8 van de Nederlandse stripserie Kapitein Rob, getiteld De terugkeer van Peer den Schuymer (1948), is grotendeels gewijd aan de praktijken van de Barbarijse zeerovers.